# Hrvatska pučka seljačka stranka
Hrvatska pučka seljačka stranka (HPSS) je hrvatska politička stranka utemeljena 1904. godine na poticaj braće Stjepana i Antuna Radića, programski usmjerena na prosvjećivanje i gospodarski razvoj (poglavito seljaštva), na osnovi hrvatskoga narodnog jedinstva i u skladu s hrvatskim državnim i povijesnim pravom. Ciljevi stranke bili su preustroj Austro-Ugarske Monarhije na federativnoj osnovi. Na izborima 1906. godine nije dobila nijedan mandat, na izborima 1908. dobiva dva mandata,[nedostaje izvor] na naknadnim izborima 1910. godine dobiva 3, a na redovitim izborima, koji su bili raspisani za 28., 29. i 30. listopada iste godine, 9 mandata. Na izborima 1911. godine dobiva 8 mandata a na posljednjim izborima prije Prvoga svjetskoga rata, 1913. godine, HPSS dobiva 3 mandata. Nakon uspostave Kraljevine SHS, stranka se 1919. godine izjašnjava za republiku i na osnovi prikupljenih (157.669) potpisa za Memorandum zahtijeva na Mirovnoj konferenciji u Parizu saziv hrvatske konstituante na osnovi prava o samoodređenju naroda. Godine 1920. mijenja ime u Hrvatska republikanska seljačka stranka (HRSS) i zalaže se za uspostavu neutralne seljačke mirotvorne republike.

## Povijest stranke
Proces osnivanja formalno je započeo 10. ožujka 1904., devet mjeseci kasnije, 5. prosinca sastavljen je privremeni odbor koji je odlučio da će se stranka zvati "Hrvatska pučka seljačka stranka", te je 22. prosinca 1904. prihvaćen program stranke, pa se taj dan uzima kao dan osnivanja stranke. Stjepan Radić dugo je vremena pripremao nastanak Hrvatske pučke seljačke stranke. Nakon boravka u Drnju i okolnim selima (Torčecu, Đelekovcu, Sigecu, Hlebinama) u svibnju 1904. gdje po privatnim kućama organizira seljake, 13-15. kolovoza 1904. godine održava prve javne masovne sastanke sa seljacima u Novigradu, Molvama i Virju. 5. prosinca sastaju se u Zagrebu, Stjepan Radić, Antun Radić, dr. Svetimir Korporić, dr. Milan Krištof, Ivan Gmajner i dr. Benjamin Šuperina, dogovaraju nastanak nove političke stranke pod nazivom Hrvatska pučka seljačka stranka, te konstituiraju njezin Privremeni odbor. 22. prosinca prihvaćen je Program stranke, pa se taj dan uzima kao dan osnivanja stranke. Prva terenska organizacija je osnovana 29. siječnja 1905. u Virju.
Stranku su osnovala braća Antun i Stjepan Radić, koji je bio na njezinu čelu od osnutka do smrti. Program stranke temeljio se na nauku braće Radić o moralu, vjeri, miru i poštenju, borbi za slobodu, pravicu i napredak, ali se prilagođivao političkim prilikama. Nakon utemeljenja, stranka je smatrala da je ostvarenje hrvatske državnosti moguće u Austro-Ugarskoj zamjenom dualističkoga trijalističkim rješenjem, odnosno federalnim ustrojem u kojem bi pored Austrije i Madžarske, Hrvatska s drugim slavenskim zemljama imala ravnopravan položaj u Monarhiji (austroslavizam). Na izborima 1906. godine nije dobila nijedan mandat, 1910. godine dobiva 3, a na ponovljenim izborima iste godine 9 mandata. Uoči i tijekom Prvoga svjetskog rata stranka je promijenila odnos prema Austriji, izjašnjavala se za hrvatsku državu u južnoslavenskoj zajednici izvan Monarhije. Stvaranjem Kraljevine Srba, Hrvata i Slovenaca (1. prosinca 1918. godine) HPSS je tražio da, u zajedničkoj državi, Hrvatska republika bude utemeljena na samoodređenju. Stranka se 1919. godine izjašnjava za republiku i na osnovi prikupljenih (157.669) potpisa za Memorandum zahtijeva na Mirovnoj konferenciji u Parizu saziv hrvatske konstituante na osnovi prava o samoodređenju naroda. Na izborima za Ustavotvornu skupštinu 1920. godine stranka je dobila više glasova nego sve hrvatske političke stranke zajedno i osvojila 50 mandata. U to doba stranka je promijenila ime (Hrvatska republikanska seljačka stranka), istaknula zahtjev za seljačku mirotvornu republiku i obznanila Ustav Nezavisne Seljačke Republike Hrvatske 1921. godine.

## Program stranke
- narodna samouprava, političke slobode, demokratizacija, referendum, hrvatsko državno pravo, seljačko pravo na zemlju i na šume, na vladu i na upravu
- program stranke iz 1904. je u cijelosti ponovno objavljen 2015. godine i dostupan je na poveznici[7]

## Ideologija stranke
Iako je nemoguće točno utvrditi tko je što formulirao od idejnog sustava seljačkog pokreta braće Radić, općenito se smatra da je Antun osmislio agrarni aspekt s kulturno-povijesnim okvirom, dok je Stjepan zaslužniji za razradu dijela koji se odnosi na demokratizaciju i afirmaciju hrvatskoga naroda. Ideološki sustav seljačkog pokreta braće Radić građen je na tri temeljne vrijednosne postavke: 1) borba za hrvatska nacionalna prava; 2) demokratizacija društva; 3) socijalna pravda za sve.

## Vanjske poveznice
- Povijest HSS-a: Početak, Kronologija (1., 2. i 3. dio) i Životopis Stjepana Radića: (1. i 2. dio)
- Hrvatska seljačka stranka Stjepana Radića, croatianhistory.net